# Българско училище „Буквар“ (Кобленц)
Българското училище „Буквар“ (на немски: Bulgarische Schule „Bukvar“) е училище на българската общност в град Кобленц, провинция Северен Рейн-Вестфалия, Германия. Създадено е през февруари 2019 г. То функционира към Българско дружество „Буквар“ – Кобленц.

## История
Училището отваря врати през февруари 2019 г. Започва с ученици, разделени в няколко класа, според възрастта и компетенциите по език. В предучилищната група се приемат деца на възраст от 4 до 6 години. Екипът се състои от общо 5 специалисти по педагогика, български език и география, един преподавател по народни танци и двама помощници. От 2021 г. училището е включено в официалния списък на МОН по постановление № 90 за българските училища в чужбина. По утвърдена програма на МОН се изучава български език, а след V клас към програмата се добавят история и география на България. В училището има часове по народни танци, родинознание и различни видове ателиета, свързани с българския бит и култура – работилници за мартеници, сурвачки, Лазаровден и др.